# Agasthenes varitarsus
Agasthenes varitarsus là một loài tò vò trong họ Ichneumonidae.